# Hungarian World Airways
A Hungarian World Airways (rövidítve HWA) a Malév 2012. februári csődje után Malév-utódnak kikiáltott légitársaság, melyet 2012. szeptember 21-én alapítottak,  a cég indulásához szükséges 600 millió eurós tőkét közel-keleti és ázsiai befektetők biztosítanák, és az alapítók 2013-ra tervezték az indulást. A cég iratai szerint alaptőkéje 11,7 millió forint, székhelye Sóskúton volt.
Külföldi szakportálok – források megnevezése nélkül – arról számoltak be, hogy a cég  néhány Airbus A320-assal repülne Európában, később pedig A330-200 és A340-500  típusokkal a tengerentúlra, Budapestről New York, Los Angeles,  Ázsia és Ausztrália felé, összesen 4 kontinens 60 városába. A cég bázisa Budapesten kívül Sydney, New York, Accra és Párizs lenne. Az utasok számára újdonság, hogy a hosszú távú járatokon a feladható poggyász mérete 55 kg lenne.
A pénzügyi tervek szerint az első évben 10 milliós becsült utasforgalommal számoltak 9 milliárd dolláros árbevétel mellett, a harmadik üzleti évtől pedig 260 millió dolláros profitot céloztak meg. A Budapest-központú forgalom az összforgalom 34-35 százalékát tette volna ki, a hazai forgalom 90 százalékát pedig az átszálló utasok adták volna.
A hvg.hu 2014 novemberében a cég teljes (adminisztratív) megszüntetéséről adott hírt.